# Антонівські яблука
«Антонівські яблука» — оповідання російського письменника Івана Буніна, вперше опубліковане у 1900 році
у петербурзькому журналі «Життя» (1900, № 10) з підзаголовком «Картини з книги „Епітафії“». У творі, побудованому як ліричний монолог-спогад, наявні мотиви прощання зі зникаючими дворянськими гніздами.

## Історія створення
Іван Бунін у 1891 році гостював у садибі брата Євгена. У заміській садибі він вловив запах антонівських яблук. Аромат нагадав Іванові Олексійовичу про життя поміщиків. Тоді виник задум. Оповідання було написане тільки через 9 років у 1900 році, коли письменнику виповнилося тридцять років.
Вперше оповідання було надруковане у рік написання в журналі «Життя», який виходив у Петербурзі. Критика сприйняла твір позитивно. Але Бунін продовжував вдосконалювати оповідання протягом двадцяти років, тому є кілька варіантів «Антоновських яблук».

## Назва оповідання
Антонівські яблука для оповідача — символ дитинства, ностальгія по минулому. Образ антонівських яблук вагомий для розкриття обох тем: і для зображення осені і для спогадів про життя поміщиків. У символічному значенні ховається і сенс назви оповідання.

## Композиція
Оповідання написане у формі спогадів ліричного героя. Це розповідь-епітафія, де мало представлена подієва канва. Головну роль відіграють спогади, пейзажі, портрети, інтер'єри, філософські роздуми, навіяні осінніми пейзажами. Вони тісно переплітаються, взаємодоповнюють. Головним інструментом їх створення є художні засоби, серед яких є і авторські, і фольклорні.
Формально текст ділиться на чотири частини, які пов'язані темою і образом оповідача. Кожна частина присвячена тим чи іншим спогадами оповідача.

## Тематика оповідання
У оповіданні розповідається про осінь в селі та про вільне життя поміщиків, наповнене романтикою сільських просторів.
Основна думка оповідання: у старовині є особлива принада, треба зберегти її хоча б у пам'яті. Кожній людині дорогі спогади дитинства і юності.

## Зміст
У першій частині автор описує ранню осінь, додаючи до опису народні прикмети. Це допомагає відтворити сільську атмосферу. Образ антонівських яблук доповнює картину осінньої ночі. Автор вводить у твір колоритні селянські образи. Він пригадує, як збирали селяни яблука в садах міщан-садівників, та описує міщанський курінь і ярмарки біля нього.
Друга частина має пейзажні описи і народні прикмети. Спогади повертають героя в дитинство, коли ще жива була його тітка-поміщиця. Тоді він приїжджав у гості до Ганни Герасимівни. Її садиба була оточена садом, в якому росли яблуні. Детально описуючи інтер'єр тітчиного будинку, оповідач особливу увагу звертає на запахи, головний з яких — аромат яблук. Розповідь про дідів-довгожителів натякає, наскільки слабкіше нинішнє покоління.
Третя частина твору — розповідь про полювання. Оповідач детально описує все: збори, сам процес і вечірнє застілля. У цій частині з'являється ще один герой — поміщик Арсеній Семенович, який приємно дивує зовнішністю і веселою вдачею.
В четвертій частині автор розповідає про смерть поміщиці Ганни Герасимівна, поміщика Арсенія Семеновича і людей похилого віку. З ними, здається, відійшов і дух старовини. Залишилася тільки ностальгія і дрібнопомісний побут, яким втішається оповідач.

## Художні особливості
«Антонівські яблука» не мають традиційного сюжету: оповідання представляє собою монолог-спогад, побудоване за допомогою «техніки асоціацій».
Мова розповіді подібна акварельним чи олійним мазкам: в оповіданні багато мальовничих деталей, які створюють просту і зворушливу картину. Іван Олексійович Бунін був з дитинства наділений підвищеною чутливістю до звуків, фарб. Він наповнив оповідання ароматом меду, запахом осінньої свіжості, опалого листя, грибної вогкості, старовинних книг у шкіряних обкладинках.
Письменник використав низку художніх засобів:
ЕпітетиРанній, свіжий, тихий ранок; золотий сад; тонкий аромат; на коралових горобинах; чудовий куліш; багряне полум'я; гігантські тіні; діамантове сузір'я; лілуватим туманом тощо
МетафориПрискорено вибивають гучний такт колеса; полум'я… засліпить на мить і погасить зірки; дивись в його темно-синю глибину, переповнену сузір'ями, доки не попливе земля під ногами; на токах височить ціле золоте місто; тисячі виробів дощем пересипалися з даху на дах; патли попелястих хмар; прощальне свято осені; жадібно ковтаєш крижану вогкість лісової долини і т. д.
ПорівнянняПовітря таке чисте, ніби його зовсім немає; чорні, ніби вирізані з чорного дерева силуети; дорога заолійнилася і блищить, як рейки; будинок, наче старе обличчя дивиться з-під величезної шапки западинами очей.
Оксюморон«Безнадійна заповзятість» з особливою психологічною точністю передає гранично сильне відчуття краси і одночасно трагізм земного буття.
В оповіданні створено витончений образ яблук — своєрідний символ продовження роду, який має емоційний підтекст: запах антонівки несе в собі любов до життя.

## Відгуки про оповідання
«Антонівські яблука» викликали неоднозначну реакцію в літературній спільноті Росії. Максим Горький, прочитавши оповідання, порівняв Буніна з «молодим богом», який «заспівав гарно, соковито, задушевно». Водночас він висловив категоричну незгоду із загальною ідеєю, закладеною у творі. З деяким подивом зустріла розповідь петербурзька газета «Росія» (1900, № 556) — в замітці публіциста Ігнатія Потапенко зазначалося, що в «Антоновських яблуках» «все ніяк не можеш дочитатися до головного», тому що Бунін «описує все, що попадеться під руку».
У 1906 році в петербурзькому журналі «Жупел» (№ 3) з'явилася пародія Олександра Купріна «І. А. Бунін. Пироги з груздями», в якій були іронічно обіграні основні мотиви «Антоновських яблук».
Олександр Твардовський зазначав: «Коли він (Бунін) вводить нас у ранній весняний легкоморозний ранок, на подвір'я запустілої степової садиби, де хрумтить льодок, натягнутий над вчорашніми калюжками, або у відкрите поле, де з краю в край зріє молоде жито у срібно-матових відтінках, або в сумний поріділий і почорнілий осінній сад, повний запахів мокрого листя і лежалих яблук …, — все це відкриває для нас природність і гостроту власних пережитих миттєвостей, щемливі солодощі особистих спогадів».